# Euphylidorea dispar
Euphylidorea dispar là một loài ruồi trong họ Limoniidae. Chúng phân bố ở miền Cổ bắc.
- Tư liệu liên quan tới Euphylidorea dispar tại Wikimedia Commons